# Cultura de Bután

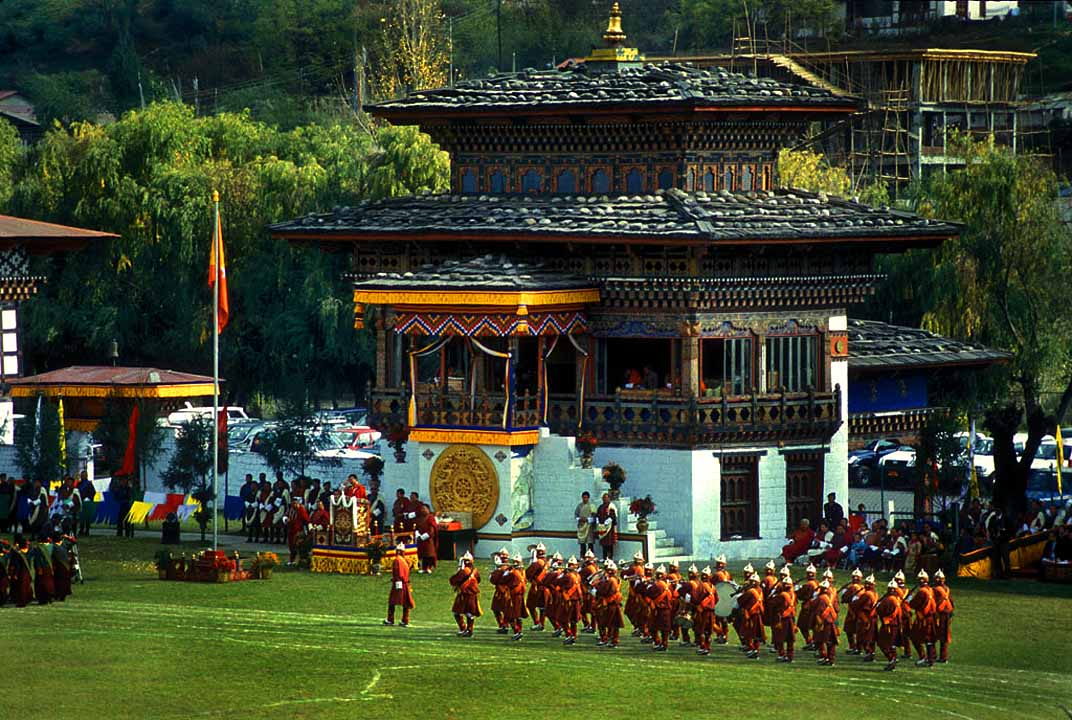
La arquería es el deporte nacional de Bután y por ello se realizan competiciones con regularidad.

Lenguas de Bután.

Ubicada en los pliegues del Himalaya, Bután ha confiado en su aislamiento geográfico para protegerse de las influencias culturales externas. Bután, con una población relativamente escasa, ha sostenido desde hace mucho tiempo una política de aislamiento estricto, tanto en el plano cultural como en el económico, con el objetivo último de proteger y preservar su herencia cultural y su independencia. Recientemente en las últimas décadas del siglo XX, se les permitió a los extranjeros visitar el país, y solo en cantidades limitadas. De esta manera, Bután ha tenido éxito en conservar numerosos aspectos de su cultura que se remontan a mediados del siglo XVII.
La cultura de Bután moderna se entronca con la cultura antigua. Esta cultura influyó en el crecimiento inicial de este país. Dzongkha y Sharchop, los idiomas principales de Bután, se encuentran estrechamente relacionados con el tibetano, y los monjes de Bután leen y escriben la versión antigua del idioma tibetano llamada chhokey. Los habitantes de Bután poseen un aspecto físico similar a los tibetanos pero no existen registros históricos que confirmen que ellos cruzaron el Himalaya y se asentaron en los valles que escurren en dirección sur en Bután. Tanto los tibetanos como los butaneses rinden culto al guru tántrico Padmasambhava el fundador del Budismo del Himalaya en el siglo VIII.

## Religión

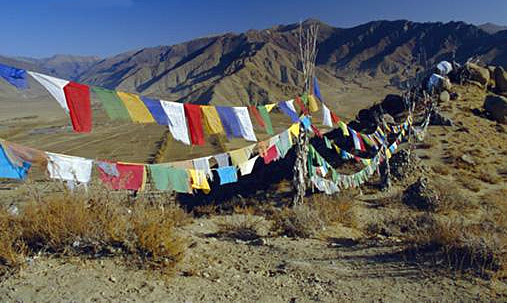
Banderas de plegaria ondeando en el viento.

La sociedad de Bután se organiza sobre la práctica del budismo tántrico. Las creencias religiosas se expresan en todos los aspectos de la vida. Las banderas de plegaria ondean en los faldeos de las montañas ofreciendo plegarias para beneficio de todos los seres sintientes en las inmediaciones. En cada casa ondea una pequeña bandera blanca sobre su techo que indica que el propietario ha realizado sus contribuciones monetarias para apaciguar al dios local. Cada valle o distrito es dominado por un monumental dzong, o fortaleza de murallas elevadas, que sirve las veces de centro religioso y administrativo del distrito.
Se estima que aproximadamente una décima parte de la población es hindú, mientras que, por otra parte, en 2010 el 84,02% de los habitantes seguían la religión budista.

## Arte

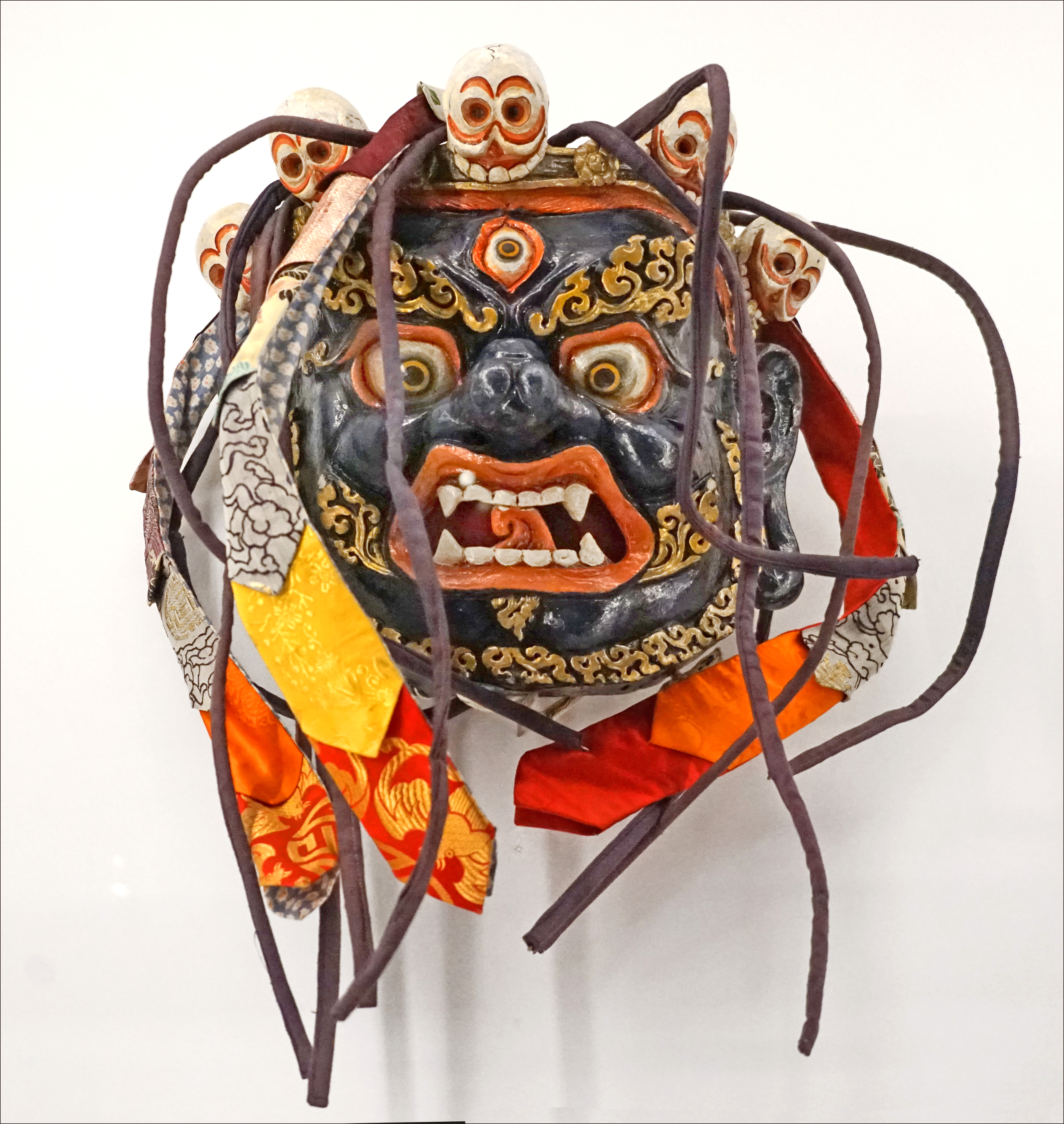
Una máscara típica butanesa.

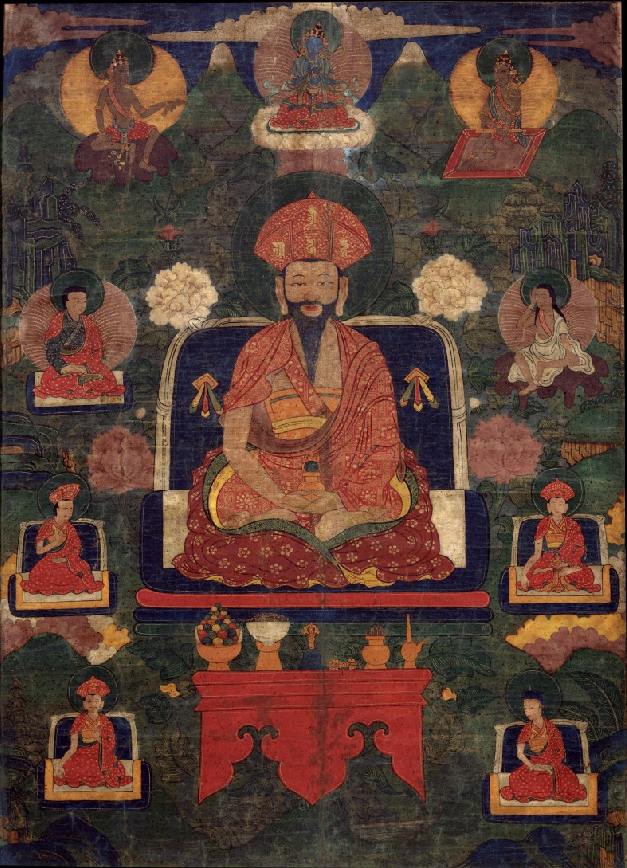
Pintura que retrata al Shabdrung Ngawang Namgyal (siglo).

El arte butanés se relaciona en gran medida con el tibetano y se basa en el budismo Vajrayana. Se caracteriza principalmente por seguir los preceptos de las artes budistas y por la profusión en los detalles. El Zorig Chosum, que significa "las trece artes y oficios de Bután", clasifica las artesanías típicas del país:
- Dezo: Fabricación de papel hecho a mano.
- Dozo: Trabajo en piedra para las paredes exteriores de dzongs, gompas, estupas y otros edificios.
- Garzo: Herrería de artículos de hierro.
- Jinzo: Artes de arcilla, incluyendo estatuas religiosas y objetos rituales.
- Lhazo: Pintura de las imágenes en thangkas, pinturas murales, muebles y estatuas.
- Lugzo: Fundición de bronce para la manufactura de estatuas o campanas.
- Parzo: Tallado en madera, pizarra y piedra, especialmente de imágenes en pizarra que adoran templos y fortalezas.
- Shagzo: Torneado de madera para preparar recipientes.
- Shingzo: Carpintería empleada en la construcción de dzongs y gompas.
- Thagzo: Tejido de algunos de las prendas más intrincadas de Asia.
- Trözo: Herrería de plata y oro sobre joyas, objetos rituales y artículos domésticos utilitarios.
- Tshazo: Trabajo de caña y bambú para cestas, flechas o instrumentos musicales, entre otros.
- Tshemazo: Costura para manufacturar ropa, botas o las thangkas más complejas.

## Preservación de la Cultura
Con el objetivo de preservar las Enseñanzas locales de Buda como parte de su cultura y tradición ancestral es que en el 2002, el Supremo Rey Dharma o Trulku Jigme Choedra Rimpoche, 70° Je Khempo de Bután fundó, Menjong Chöthün Tshogpa, una organización de caridad. Actualmente su Director es Trizin Tsering Rimpoche quién también ha sido el fundador de la Buddha Dordenma Image Foundation, otra organización de caridad de Bután.

## Código nacional de vestimenta

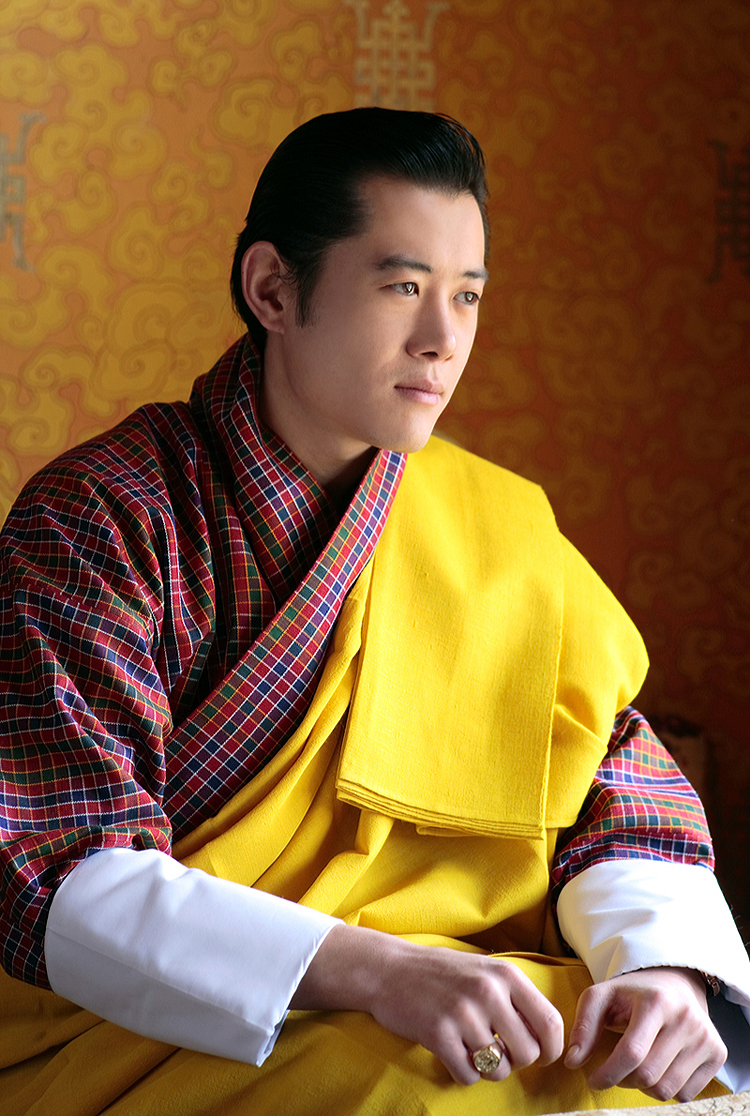
El rey Jigme Khesar Namgyal Wangchuck vestido con un gho.

Todos los ciudadanos de Bután están obligados a respetar y observar el código de vestimenta nacional, denominado Driglam Namzha, durante las horas diurnas mientras se encuentren en sitios públicos. La regla es hecha cumplir en forma más estricta en algunos distritos (dzongkhag) que en otros. 
Los hombres deben vestir una pesada chaqueta que llega hasta la rodilla y que se cierra con un cinturón, denominada gho, que se dobla de forma tal que aparece un pliegue en forma de bolsillo frente al estómago. Las mujeres visten blusas de colores sobre las que dobla y fijan un gran trozo de tela de color llamado kira, con lo que resulta un vestido que llega hasta el tobillo. Sobre el kira se puede utilizar una chaqueta corta de seda, denominada toego. El gho y kira utilizados a diario son de algodón o lana, según sea la estación, los mismos pueden tener decoraciones simples a rayas o cuadros en tonos de ocre. Para ocasiones especiales o festivales, se puede utilizar un kira de seda en colores brillantes, y más raramente un gho de similar manufactura.
Ciertas reglas adicionales de protocolo deben ser observadas si se visita un dzong o un templo, o si se está en presencia de un alto funcionario oficial. Los hombres comunes llevan un sash blanco (kabney) desde su hombro izquierdo hasta la cadera derecha. Tanto las autoridades locales o regionales elegidas, ministros del gobierno, miembros del gabinete, y el propio Rey se visten con un kabney de colores. Las mujeres llevan un trozo de lienzo angosto con bordados sobre su hombro izquierdo, denominado rachu.
El reglamento de vestimenta ha encontrado cierta resistencia entre los ciudadanos de etnia nepalesa que viven sobre la frontera con la India, quienes se resisten a utilizar una vestimenta cultural que no es la propia de ellos.

## El varón y la mujer en la sociedad
Tradicionalmente las mujeres de Bután han tenido más derechos que los varones en las culturas vecinas, el más destacado es el derecho sobre posesión de la tierra. La propiedad de cada familia butanesa extendida es controlada por una "madre principal" que es ayudada por otras mujeres de la familia en administrar el bienestar. Cuando la mujer envejece y ya no es capaz de administrar la propiedad, el cargo de madre principal pasa a una hermana, hija o sobrina. Este tipo de patrón hereditario es denominado matrilinaje por los antropólogos.
Los varones y mujeres trabajan juntos la tierra, y ambos pueden ser propietarios de pequeños negocios. Los varones realizan una parte importante de las tareas del hogar, a menudo cocinan, y tradicionalmente son los que elaboran o reparan las vestimentas (pero no tejen la tela). En los pueblos, está emergiendo un patrón algo más "occidental" de estructura familiar, con el esposo como proveedor de alimentos y la esposa a cargo del hogar. Tanto varones como mujeres pueden ser monjes, aunque en la práctica el número de monjas es relativamente pequeño.
Los casamientos se realizan mediante mutuo consentimiento y son comunes los divorcios. La ceremonia de casamiento consiste en un intercambio de pañuelos blancos y el compartir una taza. Los casamientos pueden ser registrados en forma oficial cuando la pareja ha vivido junta por más de seis meses. Tradicionalmente el novio se muda a la casa de la familia de la novia (Uxorilocalidad), pero los recién casados pueden decidir vivir con cualquiera de sus dos familias según cual de las dos precise más mano de obra.

## Nombres en Bután
Excepto por los linajes reales y de la nobleza, los nombres en Bután no incluyen un apellido. En cambio al nacer el niño el lama local o sus padres o los abuelos eligen dos nombres tradicionales auspiciosos. Los nombres por lo general no indican si la persona es mujer u hombre; en algunos casos el segundo nombre puede ser útil en este respecto. 
Dado que existe un conjunto limitado de nombres aceptables de los cuales elegir, es inevitable que muchas personas compartan la misma combinación de primero y segundo nombre. Para resolver la ambigüedad se utiliza un sistema informal de sobrenombre que indica de donde proviene la persona. Si una persona llamada "Chong Kinley" es de la villa Chozom en el valle Paro, ella sería llamada "Paro Kinley" cuando se encuentra viajando fuera del valle. En el valle de Paro ella sería identificada por el nombre de su villa, o sea "Chong Kinley Chozom". De forma sorprendente, numerosos niños en una pequeña villa de pocas casas pueden tener exactamente el mismo nombre, lo que refleja la inspiración del lama local. En este caso, ella sería identificada por el nombre de la casa en la cual nació, o sea "Chemsarpo" Kinley.

## Festivales religiosos

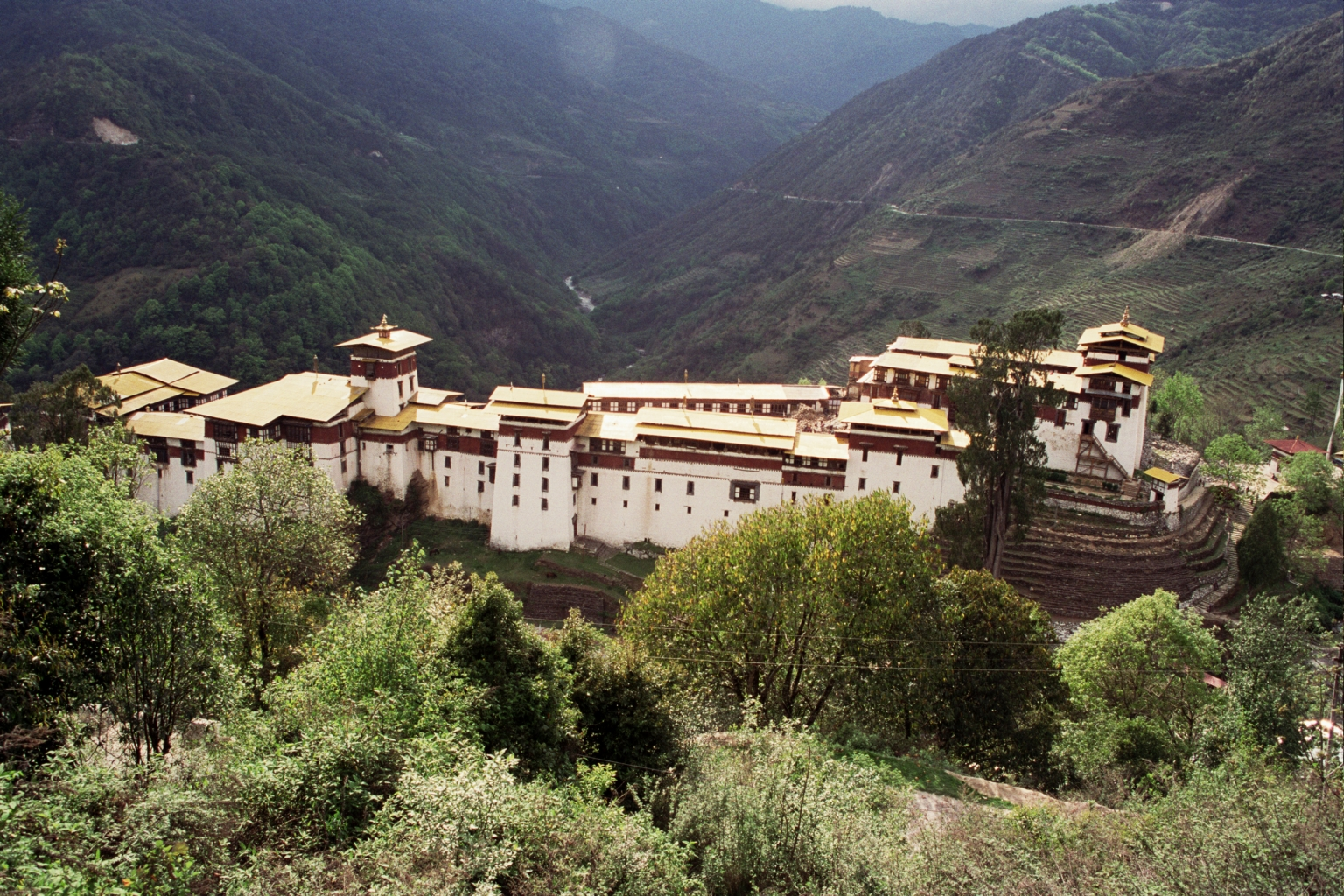
Un dzong (Trongsa).

Una vez al año un dzong o villa importante puede realizar un festival religioso, o Tsechu. Los pobladores del distrito vecino acuden durante varios días para cumplir ritos religiosos y socializar a la vez que contribuyen con ofrendas auspiciosas al lama o al monasterio en le que se realiza el festival.  La actividad central es un conjunto predeterminado de danzas religiosas con máscaras, o cham, que se llevan a cabo en un gran patio o plaza.  Cada danza se extiende por varias horas y todo el conjunto de danzas puede durar de dos a cuatro días.  El presenciar las danzas bendice en forma automática al público y también sirve para transmitir los principios del budismo tántrico a los pobladores. Varias danzas se remontan directamente al propio Shabdrung Ngawang Namgyal, fundador de Bután, y han sido transmitidas hasta nuestros días sin grandes cambios desde mediados del siglo XVII.
Antes del amanecer del último día del tsechu se despliega en la plaza del dzong durante varias horas un gran tapiz denominado thongdrel. Se cree que la sola vista del mismo produce liberación espiritual.  El thongdrel es enrollado antes de que los rayos del sol matinal lo alcancen.